# Abadía de Hagia María

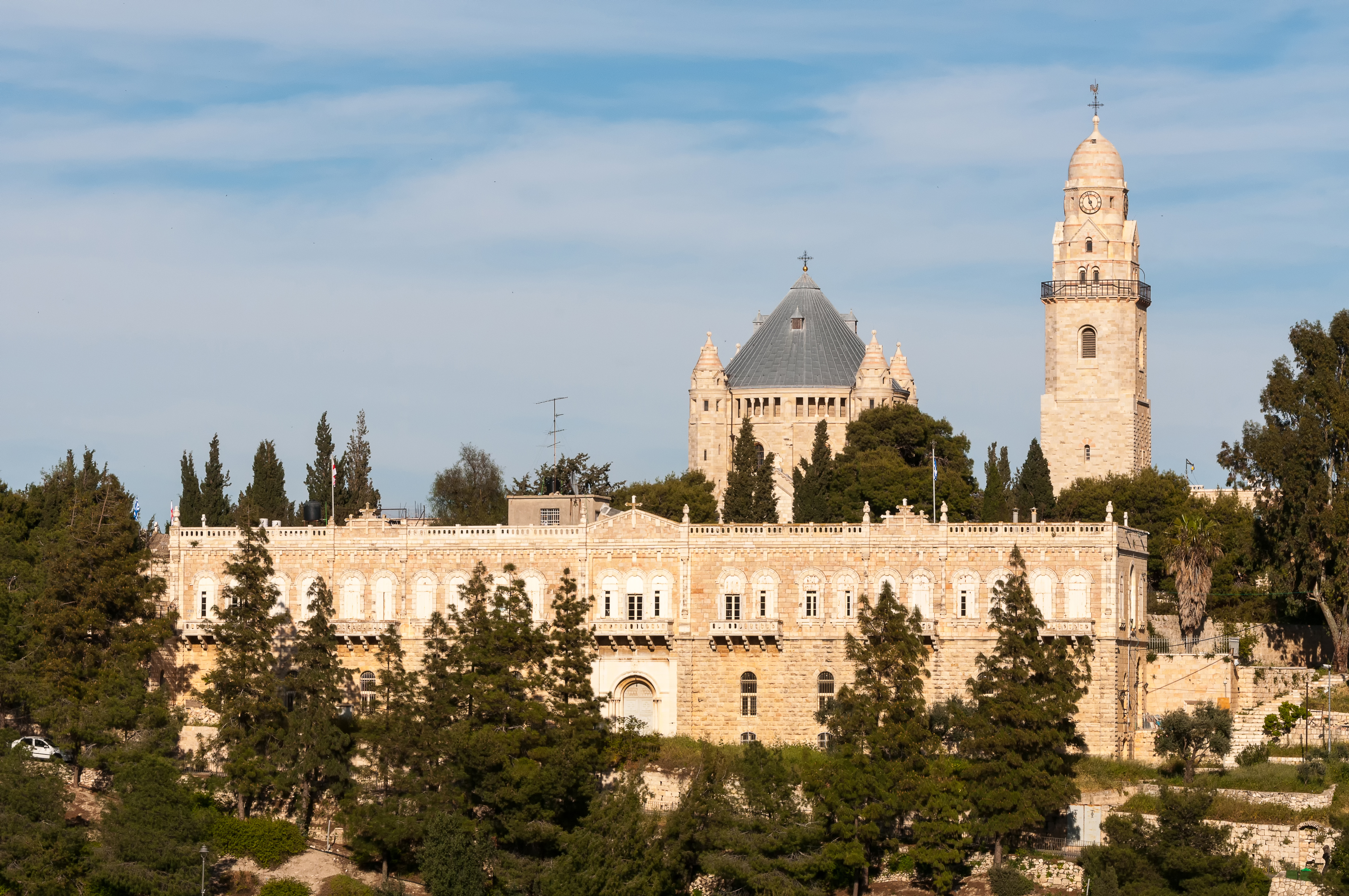
Abadía de Hagia María

La Abadía de Hagia María en Sion es una abadía benedictina en Jerusalén, en Monte Sion cerca de las murallas de la Ciudad Vieja de Jerusalén, cerca de la Puerta de Sion. Se encuentra en el lugar en el que, según la tradición, tuvo lugar la Dormición de la Virgen María, por lo que antiguamente conocida como Abadía de la Dormición de la Virgen María, pero en 1998 cambió en referencia a la iglesia de Hagia Sion que hubo antiguamente en ese lugar.

## Sitio y edificio
Fundada por Juan II (obispo de Jerusalén) y mucho después, durante su visita a Jerusalén en 1898 para la dedicación de la Iglesia Protestante del Redentor, el emperador Guillermo II compró este solar en el Monte Sion por 120.000 marcos de oro al Sultán Abdul Hamid II y donado a la católica "Unión alemana de Tierra Santa" ("Deutscher Verein vom Heiligen Lande"). Según la tradición local, fue en este lugar, cerca del lugar de la Última Cena, donde tuvo lugar el Tránsito de María. Este hecho le dio el nombre original al monasterio, la iglesia en sí es llamada Basílica de la Asunción o Dormición.
El arquitecto del Arzobispado de Colonia Heinrich Renard (1868–1928) investigó el lugar en 1899 y descubrió los restos, entre otros, del templo bizantino de "Hagia Sion". La dirección de la construcción fue confiada al arquitecto Theodor Sandel, residente en Jerusalén. La primera piedra fue colocada el 7 de octubre de 1900 y terminada sólo 10 años después el 10 de abril de 1910 por el Patriarca Latino de Jerusalén.

## Comunidad benedictina
Los primeros monjes fueron enviados a Jerusalén desde la Abadía de Beuron en Alemania y desenclaustrados en 1918-1921, después de la Gran Guerra. En 1926 el monasterio es elevado al rango de abadía dentro de la Congregación de Beuron. Entre 1939 y 1945 los monjes fueron de nuevo expulsados, y por tercera vez como resultado de la guerra árabe-israelí de 1948, ya que la abadía se encontraba en tierra de nadie entre Israel y Jordania.
En 1951 la abadía se separó de la Congregación de Beuron y fue puesta bajo supervisión directa del Abad-Primado de los Benedictinos en Roma. En 1967 durante la guerra de los Seis Días la abadía ardió en llamas desde ambos lados.

## Arquitectura
La actual iglesia es un edificio circular con diferentes nichos que contienen altares y un coro. Dos escaleras espirales bajan a la cripta, el lugar descrito como el de la dormición de la Virgen María y al órgano y la galería desde donde se accede a dos de las cuatro torres de la iglesia.

## Vandalismo
La Abadía de la Dormición, junto con otros sitios cristianos, ha sido objetivo del vandalismo ocasional de jóvenes fundamentalistas judíos de Israel, como parte de la política de la etiqueta de precios.
En octubre de 2012 y mayo-junio de 2013, la abadía fue vandalizada con grafiti anticristiano e insultos en hebreo. Las palabras ofensivas comparaban a los cristianos con monos y clamaban venganza contra Jesús. Dos coches fueron cubiertos con grafiti y sus ruedas pinchadas. También fue marcada con grafiti una de las puertas del cercano cementerio griego ortodoxo. Supuestamente, esto fue llevado a cabo por religiosos nacionalistas extremistas como reacción al desmantelamiento del asentamiento ilegal de Maon.
El 26 de mayo de 2014, quemaron una caja de cruces de madera dentro de la Abadía. Se cree que se trató de un atentado fallido. Al mismo tiempo que se producía el incendio, el papa Francisco estaba oficiando un servicio en el edificio vecino, en la habitación superior de la Tumba de David.
En diciembre de 2014, un judío nacionalista religioso saltó una valla y dañó un crucifijo, un banco y varias estatuas del cementerio, una de las cuales marcaba la tumba de un monje de nacionalidad israelí.
En enero de 2016, los vándalos escribieron eslóganes sobre las paredes de la Abadía, tales como "Death to the heathen Christians the enemies of Israel" (Muerte a los cristianos gentiles enemigos de Israel) y "May his name be obliterated" (Que su nombre sea borrado), (cuyas primeras letras en hebreo forman el nombre de Jesús).

## Galería

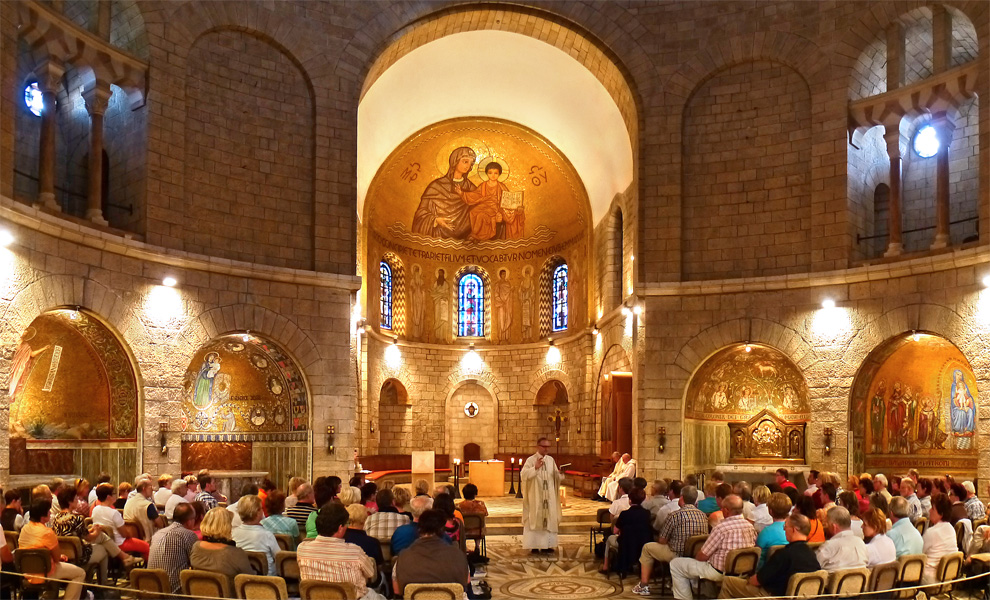
Interior del templo.
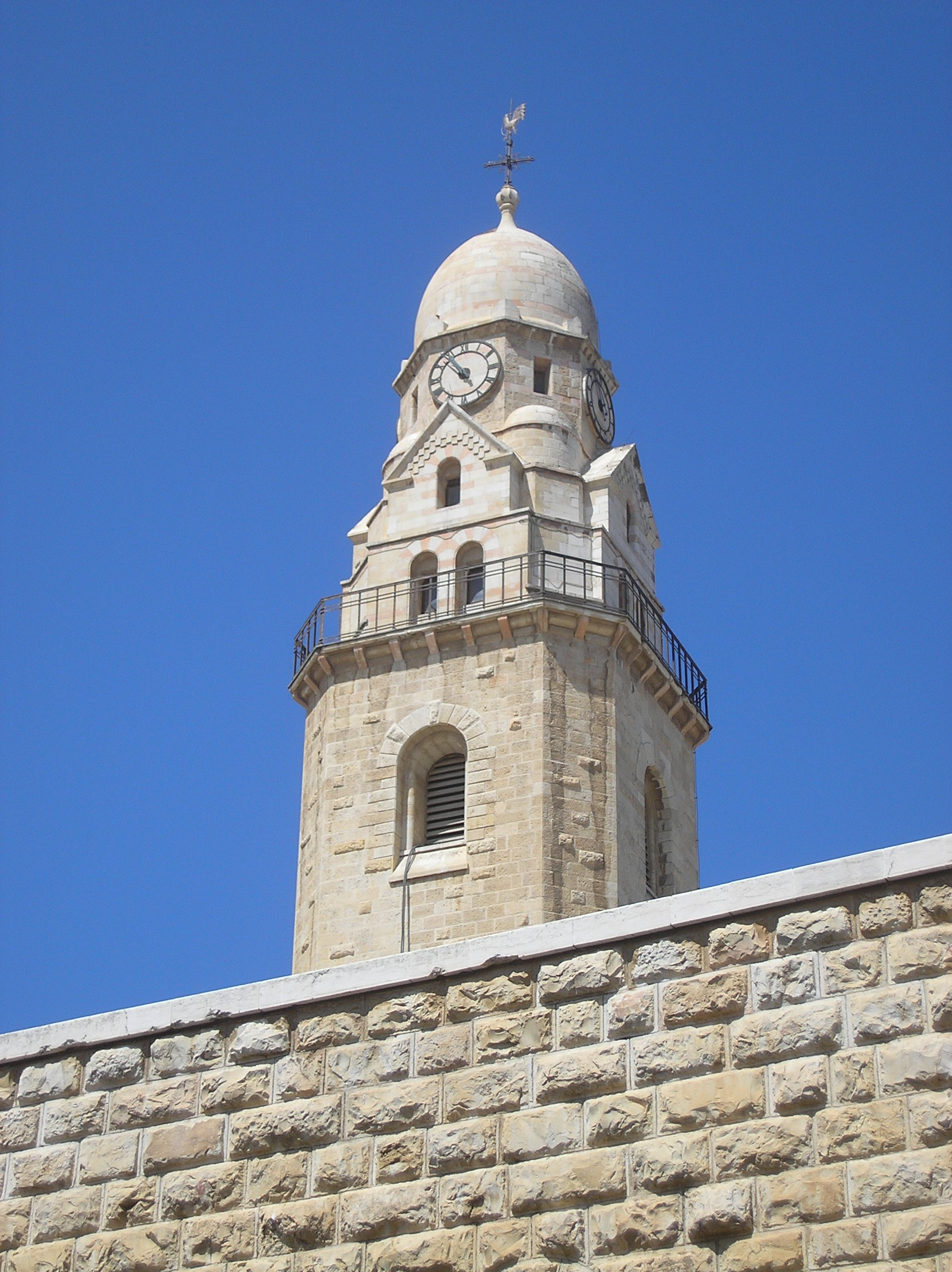
Campanario.
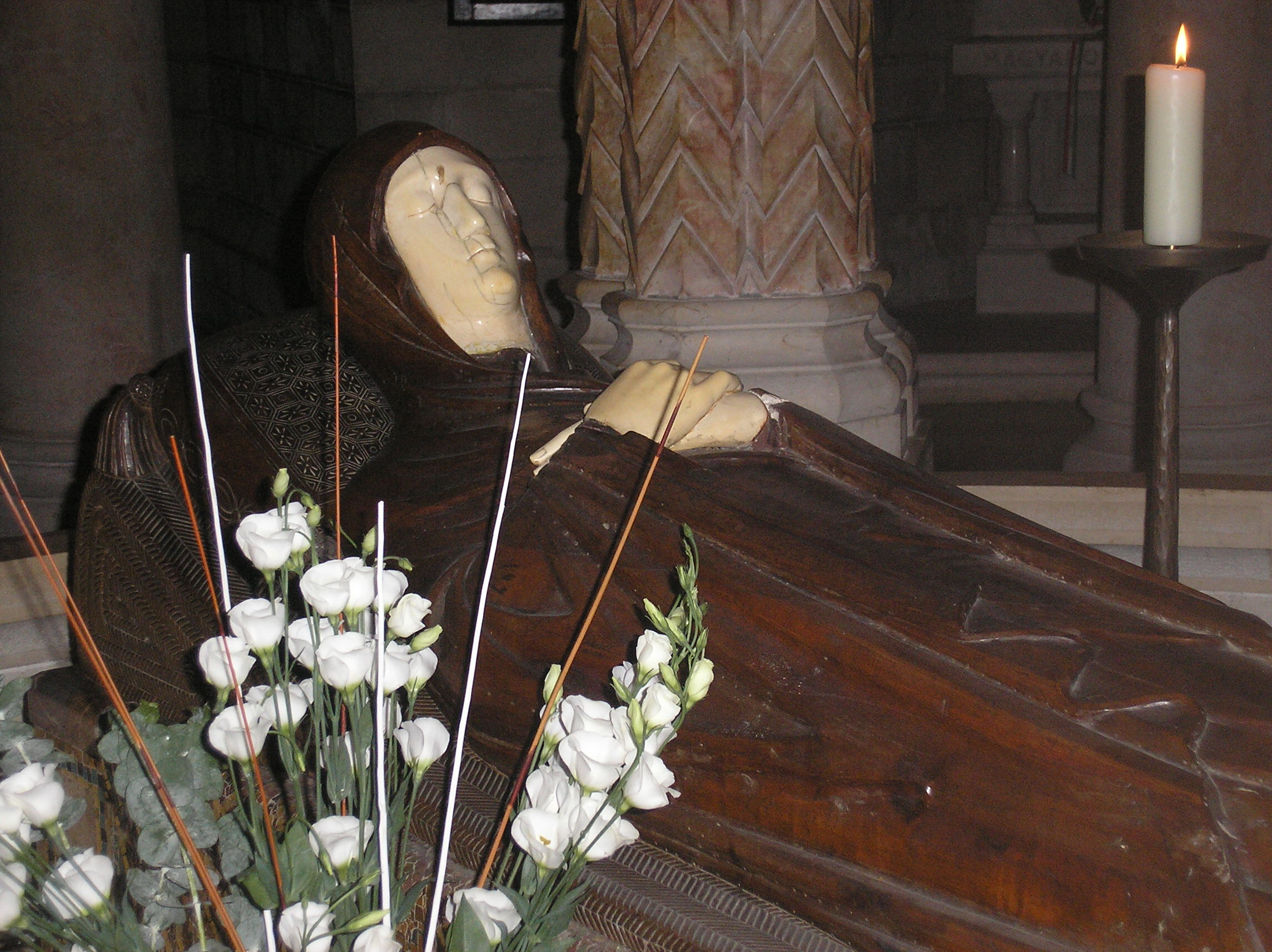
Lugar de la dormición de la Virgen.
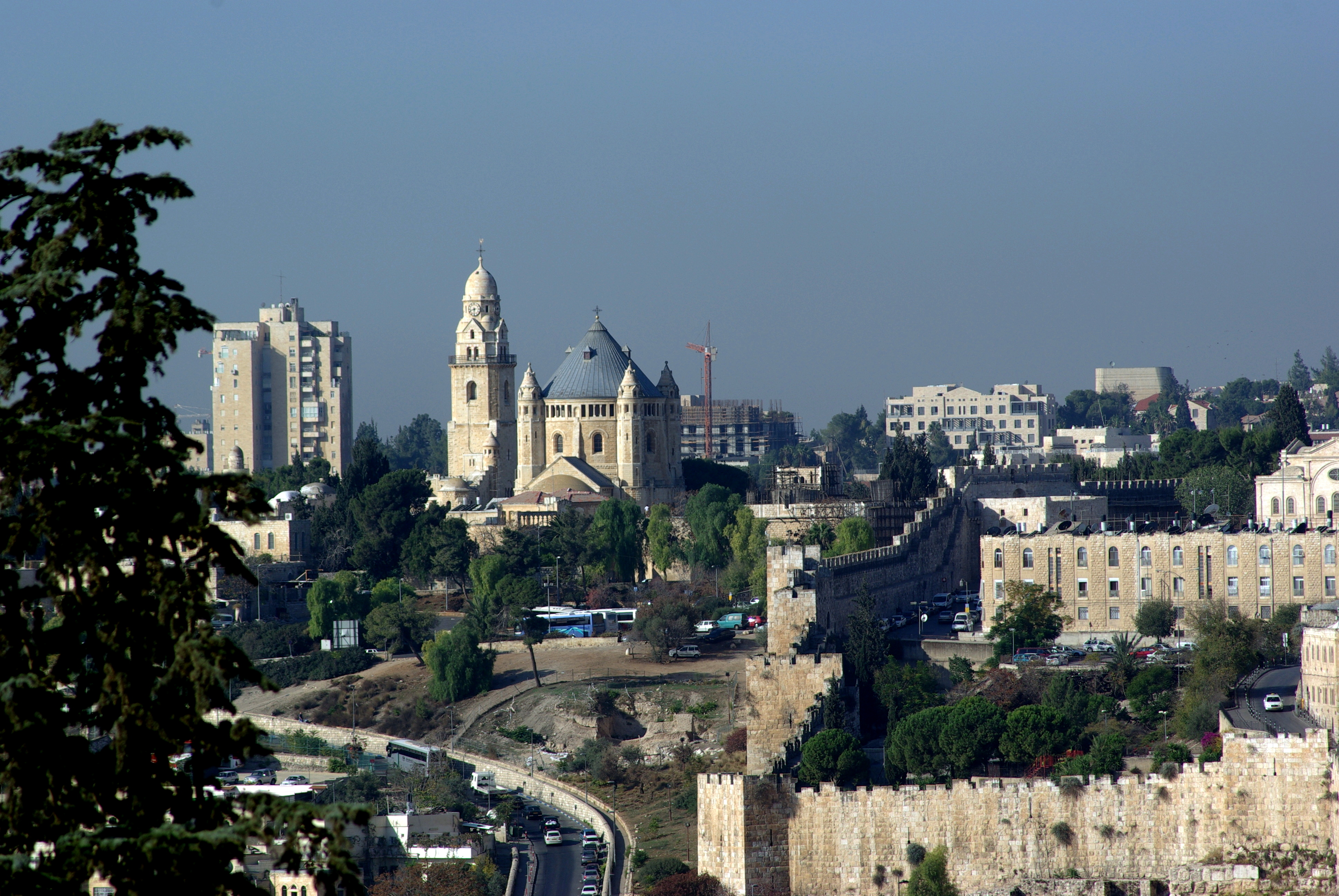
Vista desde el Monte de los Olivos.
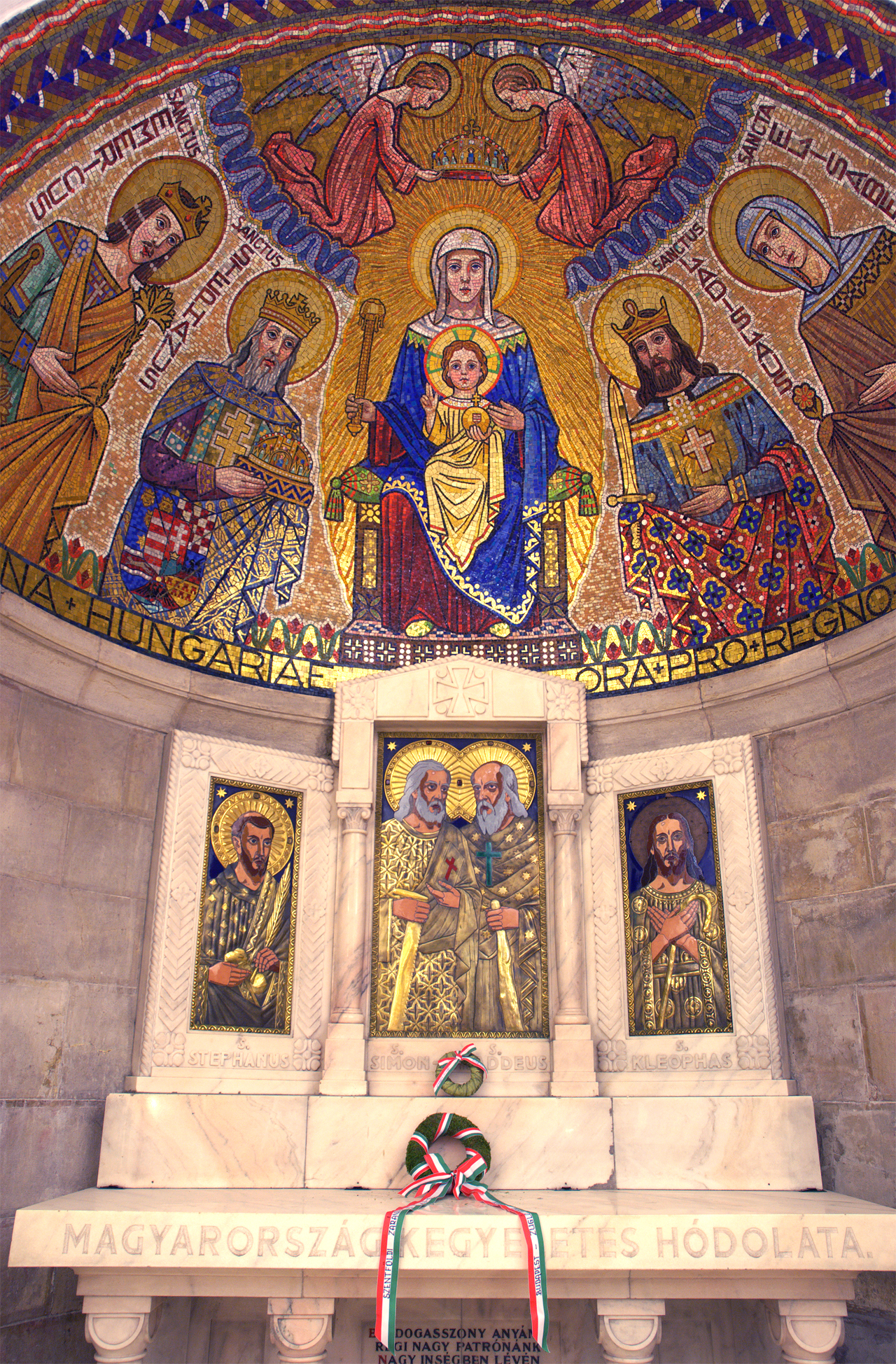
La capilla húngara de la cripta.
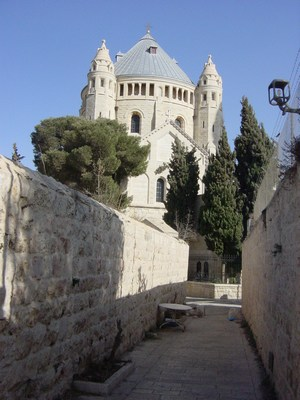
Exterior de la iglesia.